# Wereldbeker rodelen 2018/2019
De wereldbeker rodelen (op kunstijsbanen) in het seizoen 2018/2019 (officieel: Viessmann Luge World Cup 2018/2019) begon op op 24 november 2018 en eindigde op 24 februari 2019. De competitie werd georganiseerd door de FIL.
De competitie omvatte dit seizoen negen wedstrijden met de drie traditionele onderdelen bij het rodelen. Bij de mannen individueel en dubbel en bij de vrouwen individueel. Bij zes wedstrijden werd er een landenwedstrijd georganiseerd waarover eveneens een wereldbekerklassement werd opgemaakt. 
De titels gingen dit seizoen naar de Rus Semjon Pavlitsjenko (individueel), het Duitse duo Toni Eggert en Sascha Benecken (dubbel) bij de mannen, de Duitse Natalie Geisenberger (individueel) bij de vrouwen en Duitsland in het landenklassement.

## Wereldbekerpunten
In elke wereldbekerwedstrijd zijn afhankelijk van de behaalde plaats een vast aantal punten te verdienen. De rodelaar met de meeste punten aan het eind van het seizoen wint de wereldbeker. De top 24 bij de solisten en de top 20 bij de dubbel na de eerste run gaan verder naar de tweede run, de overige deelnemers krijgen hun punten toegekend op basis van hun klassering na de eerste run. De onderstaande tabel geeft de punten per plaats weer.
| Plaats | 1   | 2  | 3  | 4  | 5  | 6  | 7  | 8  | 9  | 10 | 11 | 12 | 13 | 14 | 15 | 16 | 17 | 18 | 19 | 20 | 21 | 22 | 23 | 24 | 25 | 26 | 27 | 28 | 29 | 30 | 31 | 32 | 33 | 34 | 35 | 36 | 37 | 38 | 39 | 40+ |
| Punten | 100 | 85 | 70 | 60 | 55 | 50 | 46 | 42 | 39 | 36 | 34 | 32 | 30 | 28 | 26 | 25 | 24 | 23 | 22 | 21 | 20 | 19 | 18 | 17 | 16 | 15 | 14 | 13 | 12 | 11 | 10 | 9  | 8  | 7  | 6  | 5  | 4  | 3  | 2  | 1   |

## Mannen individueel

### Uitslagen
| Datum | Plaats      | Opmerking | Eerste              | Tweede                 | Derde               |
| --- | ----------- | --------- | ------------------- | ---------------------- | ------------------- |
| 25/11/2018 | Innsbruck   |           | Johannes Ludwig     | Dominik Fischnaller    | Wolfgang Kindl      |
| 25/11/2018 | Innsbruck   | Sprint    | Wolfgang Kindl      | Aleksandr Gorbazevitsj | Felix Loch          |
| 02/12/2018 | Whistler    |           | Wolfgang Kindl      | Felix Loch             | Reinhard Egger      |
| 09/12/2018 | Calgary     |           | Wolfgang Kindl      | Roman Repilov          | David Gleirscher    |
| 16/12/2018 | Lake Placid |           | Roman Repilov       | Johannes Ludwig        | Reinhard Egger      |
| 16/12/2018 | Lake Placid | Sprint    | Roman Repilov       | Semjon Pavlitsjenko    | Johannes Ludwig     |
| 06/01/2019 | Königssee   |           | Reinhard Egger      | Dominik Fischnaller    | Sebastian Bley      |
| 13/01/2019 | Sigulda     |           | Semjon Pavlitsjenko | Aleksandr Gorbazevitsj | David Gleirscher    |
| 25 tot en met 27 januari 2019: Wereldkampioenschappen rodelen 2019 in Winterberg (telt niet mee voor wereldbeker) |             |           |                     |                        |                     |
| 03/02/2019 | Altenberg   |           | Felix Loch          | Reinhard Egger         | Johannes Ludwig     |
| 10/02/2019 | Oberhof*    |           | Semjon Pavlitsjenko | Roman Repilov          | Kristers Aparjods   |
| 24/02/2019 | Sotsji      |           | Semjon Pavlitsjenko | Roman Repilov          | Dominik Fischnaller |
| 24/02/2019 | Sotsji      | Sprint    | Semjon Pavlitsjenko | Roman Repilov          | Maksim Aravin       |

(*) De wereldbeker in Oberhof is tevens het Europees kampioenschap.

### Eindstanden
| Algemene wereldbeker | Algemene wereldbeker | Algemene wereldbeker | Algemene wereldbeker |
| #                    | Atleet               | Land                 | Punten               |
| -------------------- | -------------------- | -------------------- | -------------------- |
| 1                    | Semjon Pavlitsjenko  | RUS                  | 788                  |
| 2                    | Roman Repilov        | RUS                  | 718                  |
| 3                    | Felix Loch           | GER                  | 685                  |
| 4                    | Johannes Ludwig      | GER                  | 666                  |
| 5                    | Dominik Fischnaller  | ITA                  | 623                  |
| 6                    | Reinhard Egger       | AUT                  | 596                  |
| 7                    | Wolfgang Kindl       | AUT                  | 579                  |
| 8                    | David Gleirscher     | AUT                  | 526                  |
| 9                    | Chris Eißler         | GER                  | 432                  |
| 10                   | Kevin Fischnaller    | ITA                  | 402                  |

| Sprintwereldbeker | Sprintwereldbeker   | Sprintwereldbeker | Sprintwereldbeker |
| #                 | Atleet              | Land              | Tijd              |
| ----------------- | ------------------- | ----------------- | ----------------- |
| 1                 | Roman Repilov       | RUS               | 1.40,877          |
| 2                 | Semjon Pavlitsjenko | RUS               | 1.40,886          |
| 3                 | Felix Loch          | GER               | 1.41,126          |
| 4                 | Johannes Ludwig     | GER               | 1.41,169          |
| 5                 | Dominik Fischnaller | ITA               | 1.41,225          |
| 6                 | Kevin Fischnaller   | ITA               | 1.41,622          |
| 7                 | Chris Eißler        | GER               | 1.41,657          |
| 8                 | Max Langenhan       | GER               | 1.41,806          |

## Mannen dubbel

### Uitslagen
| Datum | Plaats      | Opmerking | Eerste                                       | Tweede                                         | Derde                                          |
| --- | ----------- | --------- | -------------------------------------------- | ---------------------------------------------- | ---------------------------------------------- |
| 25/11/2018 | Innsbruck   |           | Oostenrijk Lorenz Koller Thomas Steu         | Duitsland Toni Eggert Sascha Benecken          | Rusland Vladislav Joezjakov Joeri Prochorov    |
| 25/11/2018 | Innsbruck   | Sprint    | Oostenrijk Lorenz Koller Thomas Steu         | Rusland Vladislav Joezjakov Joeri Prochorov    | Duitsland Tobias Wendl Tobias Arlt             |
| 02/12/2018 | Whistler    |           | Duitsland Toni Eggert Sascha Benecken        | Duitsland Robin Johannes Gueuke David Gamm     | Duitsland Tobias Wendl Tobias Arlt             |
| 09/12/2018 | Calgary     |           | Duitsland Tobias Wendl Tobias Arlt           | Duitsland Toni Eggert Sascha Benecken          | Oostenrijk Lorenz Koller Thomas Steu           |
| 16/12/2018 | Lake Placid |           | Duitsland Toni Eggert Sascha Benecken        | Duitsland Tobias Wendl Tobias Arlt             | Oostenrijk Lorenz Koller Thomas Steu           |
| 16/12/2018 | Lake Placid | Sprint    | Duitsland Toni Eggert Sascha Benecken        | Verenigde Staten Chris Mazdzer Jayson Terdiman | Canada Tristan Walker Justin Snith             |
| 06/01/2019 | Königssee   |           | Duitsland Toni Eggert Sascha Benecken        | Duitsland Tobias Wendl Tobias Arlt             | Oostenrijk Lorenz Koller Thomas Steu           |
| 13/01/2019 | Sigulda     |           | Duitsland Toni Eggert Sascha Benecken        | Letland Oskars Gudramovičs Pēteris Kalniņš     | Letland Andris Šics Juris Šics                 |
| 25 tot en met 27 januari 2019: Wereldkampioenschappen rodelen 2019 in Winterberg (telt niet mee voor wereldbeker) |             |           |                                              |                                                |                                                |
| 03/02/2019 | Altenberg   |           | Oostenrijk Lorenz Koller Thomas Steu         | Duitsland Toni Eggert Sascha Benecken          | Letland Andris Šics Juris Šics                 |
| 10/02/2019 | Oberhof*    |           | Duitsland Tobias Wendl Tobias Arlt           | Duitsland Toni Eggert Sascha Benecken          | Letland Andris Šics Juris Šics                 |
| 24/02/2019 | Sotsji      |           | Rusland Aleksandr Denysjev Vladislav Antonov | Duitsland Toni Eggert Sascha Benecken          | Rusland Vsevolod Kasjkin Konstantin Korsjoenov |
| 24/02/2019 | Sotsji      | Sprint    | Rusland Aleksandr Denysjev Vladislav Antonov | Letland Andris Šics Juris Šics                 | Duitsland Toni Eggert Sascha Benecken          |

(*) De wereldbeker in Oberhof is tevens het Europees kampioenschap.

### Eindstanden
| Algemene wereldbeker | Algemene wereldbeker                   | Algemene wereldbeker | Algemene wereldbeker |
| #                    | Atleet                                 | Land                 | Punten               |
| -------------------- | -------------------------------------- | -------------------- | -------------------- |
| 1                    | Toni Eggert Sascha Benecken            | GER                  | 1050                 |
| 2                    | Thomas Steu Lorenz Koller              | AUT                  | 817                  |
| 3                    | Tobias Wendl Tobias Arlt               | GER                  | 790                  |
| 4                    | Andris Šics Juris Šics                 | LAT                  | 731                  |
| 5                    | Vladislav Joezjakov Joeri Prochorov    | RUS                  | 562                  |
| 6                    | Robin Gueuke David Gamm                | GER                  | 517                  |
| 7                    | Kristens Putins Imants Marcinkēvičs    | LAT                  | 482                  |
| 8                    | Chris Mazdzer Jayson Terdiman          | USA                  | 459                  |
| 9                    | Vsevolod Kasjkin Konstantin Korsjoenov | RUS                  | 443                  |
| 10                   | Tristan Walker Justin Snith            | CAN                  | 412                  |

| Sprintwereldbeker | Sprintwereldbeker                     | Sprintwereldbeker | Sprintwereldbeker |
| #                 | Atleet                                | Land              | Tijd              |
| ----------------- | ------------------------------------- | ----------------- | ----------------- |
| 1                 | Toni Eggert Sascha Benecken           | GER               | 1.39,033          |
| 2                 | Thomas Steu Lorenz Koller             | AUT               | 1.39,226          |
| 3                 | Andris Šics Juris Šics                | LAT               | 1.39,245          |
| 4                 | Tobias Wendl Tobias Arlt              | GER               | 1.39,590          |
| 5                 | Vladislav Joezjakov Joeri Prochorov   | RUS               | 1.39,932          |
| 6                 | Robin Gueuke David Gamm               | GER               | 1.40,064          |
| 7                 | Wojciech Chmielewski Jakub Kowalewski | POL               | 1.40,703          |
| 8                 | Kristens Putins Imants Marcinkēvičs   | LAT               | 1.50,854          |

## Vrouwen individueel

### Uitslagen
| Datum | Plaats      | Opmerking | Eerste               | Tweede               | Derde                |
| --- | ----------- | --------- | -------------------- | -------------------- | -------------------- |
| 25/11/2018 | Innsbruck   |           | Natalie Geisenberger | Julia Taubitz        | Tatjana Hüfner       |
| 25/11/2018 | Innsbruck   | Sprint    | Natalie Geisenberger | Julia Taubitz        | Dajana Eitberger     |
| 02/12/2018 | Whistler    |           | Natalie Geisenberger | Julia Taubitz        | Emily Sweeney        |
| 09/12/2018 | Calgary     |           | Julia Taubitz        | Natalie Geisenberger | Kimberley McRae      |
| 16/12/2018 | Lake Placid |           | Dajana Eitberger     | Natalie Geisenberger | Julia Taubitz        |
| 16/12/2018 | Lake Placid | Sprint    | Natalie Geisenberger | Summer Britcher      | Julia Taubitz        |
| 06/01/2019 | Königssee   |           | Julia Taubitz        | Summer Britcher      | Hannah Prock         |
| 13/01/2019 | Sigulda     |           | Tatjana Ivanova      | Natalie Geisenberger | Summer Britcher      |
| 25 tot en met 27 januari 2019: Wereldkampioenschappen rodelen 2019 in Winterberg (telt niet mee voor wereldbeker) |             |           |                      |                      |                      |
| 03/02/2019 | Altenberg   |           | Sandra Robatscher    | Natalie Geisenberger | Viktoria Demtsjenko  |
| 10/02/2019 | Oberhof*    |           | Natalie Geisenberger | Tatjana Hüfner       | Dajana Eitberger     |
| 24/02/2019 | Sotsji      |           | Natalie Geisenberger | Viktoria Demtsjenko  | Dajana Eitberger     |
| 24/02/2019 | Sotsji      | Sprint    | Viktoria Demtsjenko  | Dajana Eitberger     | Natalie Geisenberger |

(*) De wereldbeker in Oberhof is tevens het Europees kampioenschap.

### Eindstanden
| Algemene wereldbeker | Algemene wereldbeker | Algemene wereldbeker | Algemene wereldbeker |
| #                    | Atleet               | Land                 | Punten               |
| -------------------- | -------------------- | -------------------- | -------------------- |
| 1                    | Natalie Geisenberger | GER                  | 1052                 |
| 2                    | Julia Taubitz        | GER                  | 793                  |
| 3                    | Summer Britcher      | USA                  | 637                  |
| 4                    | Dajana Eitberger     | GER                  | 631                  |
| 5                    | Tatjana Ivanova      | RUS                  | 592                  |
| 6                    | Tatjana Hüfner       | GER                  | 572                  |
| 7                    | Andrea Vötter        | ITA                  | 546                  |
| 8                    | Elīza Cauce          | LAT                  | 441                  |
| 9                    | Viktoria Demtsjenko  | RUS                  | 420                  |
| 10                   | Kendija Aparjode     | LAT                  | 419                  |

| Sprintwereldbeker | Sprintwereldbeker    | Sprintwereldbeker | Sprintwereldbeker |
| #                 | Atleet               | Land              | Tijd              |
| ----------------- | -------------------- | ----------------- | ----------------- |
| 1                 | Natalie Geisenberger | GER               | 1.39,196          |
| 2                 | Dajana Eitberger     | GER               | 1.39,337          |
| 3                 | Summer Britcher      | USA               | 1.39,755          |
| 4                 | Julia Taubitz        | GER               | 1.40,065          |
| 5                 | Andrea Vötter        | ITA               | 1.40,096          |
| 6                 | Tatjana Ivanova      | RUS               | 1.40,125          |
| 7                 | Jekaterina Batoerina | RUS               | 1.40,311          |
| 8                 | Tatjana Hüfner       | GER               | 1.40,595          |

## Landenwedstrijd
De landenwedstrijden (officieel: Viessmann Team Relay World Cup presented by BMW) vinden plaats in de vorm van een estafette, waarbij de volgende rodelslee van het team pas van start mag gaan als de voorgaande rodelslee is gefinisht, de startvolgorde kan per wedstrijd verschillen.

### Uitslagen
| Datum | Plaats    | Eerste                                                                               | Tweede                                                                          | Derde                                                                      |
| --- | --------- | ------------------------------------------------------------------------------------ | ------------------------------------------------------------------------------- | -------------------------------------------------------------------------- |
| 02/12/2018 | Whistler  | Rusland Tatjana Ivanova Semjon Pavlitsjenko Vsevolod Kasjkin/Konstantin Korsjoenov   | Duitsland Natalie Geisenberger Felix Loch Toni Eggert/Sascha Benecken           | Canada Kyla Marie Graham Reid Watts Tristan Walker/Justin Snith            |
| 09/12/2018 | Calgary   | Duitsland Julia Taubitz Felix Loch Tobias Wendl/Tobias Arlt                          | Verenigde Staten Summer Britcher Tucker West Chris Mazdzer/Jayson Terdiman      | Oostenrijk Birgit Platzer Wolfgang Kindl Thomas Steu/Lorenz Koller         |
| 06/01/2019 | Königssee | Duitsland Julia Taubitz Sebastian Bley Toni Eggert/Sascha Benecken                   | Oostenrijk Hannah Prock Reinhard Egger Thomas Steu/Lorenz Koller                | Verenigde Staten Summer Britcher Tucker West Chris Mazdzer/Jayson Terdiman |
| 13/01/2019 | Sigulda   | Letland Kendija Aparjode Kristers Aparjods Oskars Gudramovičs/Pēteris Kalniņš        | Rusland Tatjana Ivanova Semjon Pavlitsjenko Vladislav Joezjakov/Joeri Prochorov | Duitsland Natalie Geisenberger Felix Loch Toni Eggert/Sascha Benecken      |
| 25 tot en met 27 januari 2019: Wereldkampioenschappen rodelen 2019 in Winterberg (telt niet mee voor wereldbeker) |           |                                                                                      |                                                                                 |                                                                            |
| 03/02/2019 | Altenberg | Afgelast                                                                             | Afgelast                                                                        | Afgelast                                                                   |
| 10/02/2019 | Oberhof*  | Italië Andrea Vötter Dominik Fischnaller Ivan Nagler/Fabian Malleier                 | Duitsland Natalie Geisenberger Johannes Ludwig Tobias Wendl/Tobias Arlt         | Letland Elīza Cauce Inārs Kivlenieks Andris Šics/Juris Šics                |
| 24/02/2019 | Sotsji    | Rusland Viktoria Demtsjenko Semjon Pavlitsjenko Aleksandr Denysjev/Vladislav Antonov | Duitsland Natalie Geisenberger Felix Loch Toni Eggert/Sascha Benecken           | Letland Kendija Aparjode Kristers Aparjods Andris Šics/Juris Šics          |

(*) De wereldbeker in Oberhof is tevens het Europees kampioenschap.

### Eindstand
| #  | Land             | Punten |
| -- | ---------------- | ------ |
| 1  | Duitsland        | 525    |
| 2  | Rusland          | 455    |
| 3  | Letland          | 410    |
| 4  | Oostenrijk       | 316    |
| 5  | Verenigde Staten | 315    |
| 6  | Italië           | 308    |
| 7  | Canada           | 216    |
| 8  | Oekraïne         | 203    |
| 9  | Polen            | 165    |
| 10 | Slowakije        | 46     |